# عبد الفتاح آدم
عبد الفتاح آدم هو لاعب كرة قدم نيجري يلعب حاليًا في نادي النصر السعودي.

## مسيرة اللاعب
لعب في بداياته مع نادي الجيل من عام 2014 و حقق لقب هداف دوري الدرجة الأولى السعودي ولعب مع نادي الجيل موسمين متتالين وبعد هبوط نادي الجيل إلى دوري الدرجة الثانية السعودي عام 2017 انتقل إلى نادي الحزم ولعب معهم نصف موسم وبعدها وقع مع نادي التعاون لمدة موسم ونصف ثم إنتقل اللاعب إلى نادي النصر في الثالث عشر من يوليو وتم إعلان انتقال اللاعب بشكل رسمي إلى نادي النصر بمبلغ 25 مليون ريال سعودي وتكفل بالصفقة عضو الشرف النصراوي عبد الرحمن الحلافي والتوقيع الرسمي كان من قبل رئيس النادي الدكتور صفوان السويكت لينضم إلى كتيبة العالمي و أعير إلى نادي الرائد في صيف 2020 و نادي أبها في صيف 2022.

## وصلات خارجية
- عبد الفتاح آدم على موقع قاعدة بيانات كرة القدم.إي يو (الإنجليزية)
- عبد الفتاح آدم على موقع ناشيونال فوتبول تيمز (الإنجليزية)
- عبد الفتاح آدم على موقع Soccerway.com (الإنجليزية)
- عبد الفتاح آدم على موقع عالم كرة القدم.نت (الإنجليزية)